# Wereldkampioenschappen aquatlon
De Wereldkampioenschappen aquatlon zijn door de International Triathlon Union (ITU) georganiseerde wereldkampioenschappen voor aquatlon-atleten.

## Erelijst

### Heren
| Datum             | Plaats     | Goud              | Zilver             | Brons                  |
| ----------------- | ---------- | ----------------- | ------------------ | ---------------------- |
| 1998              | Noosa      | Shane Reed        | Benjamin Sanson    | Craig Alexander        |
| 31 augustus 1999  | Noosa      | Shane Reed        | Paul Amey          | Levi Mexwell           |
| 28 oktober 2000   | Cancún     | Matty Reed        | Brad Kahlefeldt    | Paulo Miyasiro         |
| 18 juli 2001      | Edmonton   | Iván Raña         | Richard Stannard   | Filip Ospaly           |
| 2 november 2002   | Cancún     | Kris Gemmell      | Andrey Glushchenko | Filip Ospaly           |
| december 2003     | Queenstown | Richard Stannard  | Brent Foster       | Paulo Miyashiro        |
| 5 mei 2004        | Madeira    | Shane Reed        | Csaba Kuttor       | Kris Gemmell           |
| 8 september 2005  | Gamagori   | Tim Don           | Richard Stannard   | Paulo Miyashiro        |
| 30 augustus 2006  | Lausanne   | Richard Stannard  | Chi Lee            | Ellice Clark           |
| 12 mei 2007       | Ixtapa     | Sergio Sarmiento  | Antonio Mansur     | Eder Mejia             |
| 28 juni 2008      | Monterrey  | Brent Foster      | Antonia Mansur     | Crisanto Grajales      |
| 9 september 2009  | Gold Coast | Antonio Mansur    | Wesley Matos       | Adam Carlton           |
| 8 september 2010  | Boedapest  | Richard Varga     | Daniel Halksworth  | Attila Fecskovics      |
| 7 september 2011  | Peking     | Richard Stannard  | Ran Alterman       | Leandro Barbosa        |
| 7 oktober 2012    | Auckland   | Richard Varga     | Richard Stannard   | Ognjen Stojanović      |
| 11 september 2013 | Londen     | Richard Varga     | Ivan Ivanov        | Csaba Rendes           |
| 27 augustus 2014  | Edmonton   | Yuichi Hosoda     | Ryosuke Yamamoto   | Yegor Martynenko       |
| 16 september 2015 | Chicago    | Richard Varga     | Igor Poljanski     | Matt McElroy           |
| 14 september 2016 | Cozumel    | Alistair Brownlee | Richard Varga      | Tommy Zafares          |
| 25 augustus 2017  | Penticton  | Matthew Sharpe    | John Rasmussen     | Aiden Longcroft-Harris |
| 12 juli 2018      | Fyn        | Emmanuel Lejeune  | Nathan Breen       | Alexis Karden          |
| 2 mei 2019        | Pontevedra | Rostyslav Pevtsov | Kevin Viñuela      | Dmitry Polyanski       |

### Dames
| Datum             | Plaats     | Goud                 | Zilver               | Brons               |
| ----------------- | ---------- | -------------------- | -------------------- | ------------------- |
| 1998              | Noosa      | Rina Hill            | Nicole Hacket        | Melanie Mitchell    |
| 31 augustus 1999  | Noosa      | Rina Hill            | Nicole Hackett       | Michelle Dillon     |
| 28 oktober 2000   | Cancún     | Pilar Hidalgo        | Ana Burgos           | Pip Taylor          |
| 18 juli 2001      | Edmonton   | Siri Lindley         | Rina Hill            | Sheila Taormina     |
| 2 november 2002   | Cancún     | Sandra Soldan        | Hill Savege          | Lenka Radova        |
| december 2003     | Queenstown | Carla Moreno         | Liz May              | Anna Cleaver        |
| 5 mei 2004        | Madeira    | Samantha Warriner    | Liz May              | Charlotte Bonin     |
| 8 september 2005  | Gamagori   | Sheila Taormina      | Carla Moreno         | Lenka Radova        |
| 30 augustus 2006  | Lausanne   | Sara McLarty         | Eslpeth McGregor     | Maria Barrett       |
| 12 mei 2007       | Ixtapa     | Sarah Groff          | Kelly Cook           | Ayesha Rollinson    |
| 28 juni 2008      | Monterrey  | Claudia Rivas        | Melody Ramirez       | Dunia Gomez         |
| 9 september 2009  | Gold Coast | Samantha Warriner    | Maxine Seear         | Lisa Mensink        |
| 8 september 2010  | Boedapest  | Margit Vanek         | Szandra Szalay       | Gaia Peron          |
| 7 september 2011  | Peking     | Liz May              | Jessica Souza Santos |                     |
| 7 oktober 2012    | Auckland   | Nicky Samuels        | Emma Davis           | Tea Milos           |
| 11 september 2013 | Londen     | Irina Abysova        | Claire Michel        | Yuliya Yelistratova |
| 27 augustus 2014  | Edmonton   | Anneke Jenkins       | Yuliya Yelistratova  | Hannah Kitchen      |
| 16 september 2015 | Chicago    | Anastasia Abrosimova | Elena Danilova       | Long Hoi            |
| 14 september 2016 | Cozumel    | Mariya Shorets       | Anastasia Abrosimova | Valentina Zapatrina |
| 25 augustus 2017  | Penticton  | Emma Pallant         | Delia Sclabas        | Jacqueline Slack    |
| 12 juli 2018      | Fyn        | Edda Hannesdóttir    | Hannah Kitchen       | Vida Medic          |
| 2 mei 2019        | Pontevedra | Alicja Ulatowska     | Zsanett Bragmayer    | Itzel Arroyo        |